# Campiglossa eflorata
Campiglossa eflorata este o specie de muște din genul Campiglossa, familia Tephritidae. A fost descrisă pentru prima dată de Munro în anul 1957.
Este endemică în Kenya. Conform Catalogue of Life specia Campiglossa eflorata nu are subspecii cunoscute.